# Extinction (rayonnement)
Pour les articles homonymes, voir Extinction.
En physique l'extinction désigne la modification du rayonnement par diffusion et, par extension, la modification par absorption et diffusion. Ces deux phénomènes, absorption et diffusion, sont très différents à la fois par leur origine physique, mais également par leurs conséquences sur le transfert de rayonnement. On peut en effet restreindre le problème de l'absorption seule à l'étude de la propagation dans une seule direction, conduisant à la loi de Beer-Lambert. Par nature la diffusion introduit un couplage de toutes les directions de propagation. Il s'agit donc d'un problème dont la résolution est plus complexe et qui n'admet pas de solution analytique sauf cas très particulier. 

## Absorption et diffusion
Les phénomènes sont décrits par l'équation de Boltzmann, une équation intégro-différentielle qui régit le transfert radiatif. Dans un milieu unidimensionnel en espace et stationnaire celle-ci s'écrit, pour une direction arbitraire, dans l'hypothèse d'un milieu sans source en volume et à diffusion sans changement de fréquence (effet Thomson, diffusion Rayleigh, diffusion par une particule solide)
{\displaystyle \mu {\frac {{\text{d}}L(x,\mu )}{{\text{d}}x}}=\underbrace {-\kappa _{a}L(x,\mu )} _{absorption}\underbrace {-\kappa _{d}L(x,\mu )+\kappa _{d}\int _{-1}^{1}L(x,\mu ){\text{d}}\mu } _{diffusion}}
Par simplicité on a supposé que la fonction de phase de la diffusion est isotrope.
Le premier terme de diffusion correspond aux photons déviés de la direction choisie pour le bilan, le second aux photons se propageant initialement dans une autre direction et déviés dans la direction étudiée. Bien que le mot extinction exprime l'idée d'une diminution de l'intensité, on ne peut pas dire a priori quel est le signe de la somme de ces deux termes et on montre plus loin un exemple où cette somme est nulle.
Cette équation décrit la variation de la luminance, une distribution angulaire du flux d'énergie par unité d'angle solide fonction de l'abscisse x et de deux angles donnant la direction de propagation. On supposera cette distribution de révolution, donc fonction d'un unique angle θ. On note μ = cos ( θ ). κa est le coefficient d'absorption et κd le coefficient d'extinction. On définit parfois le coefficient d'extinction total comme la somme de ces deux quantités, ce qui est peu souhaitable au regard de l'origine physique de chacune d'entre elles et de leur conséquences respectives sur le rayonnement, ainsi qu'on va le voir.
Dans le cas général la diffusion est anisotrope, décrite par une fonction de distribution angulaire de la déviation. De plus dans certains cas cette diffusion se fait avec changement de la fréquence du photon (effet Compton, diffusion de Mott ou de Møller).
On simplifie l'équation de Boltzmann en faisant apparaître l'épaisseur optique τ et l'albédo ω
{\displaystyle \tau =\int (\kappa _{a}+\kappa _{d}){\text{d}}x\,,\qquad \omega ={\frac {\kappa _{d}}{\kappa _{a}+\kappa _{d}}}}
alors
{\displaystyle \mu {\frac {{\text{d}}L(\tau ,\mu )}{{\text{d}}\tau }}=-L(\tau ,\mu )+{\frac {\omega }{2}}\int _{-1}^{1}L(\tau ,\mu ){\text{d}}\mu }
Dans ce qui suit on examinera le cas d'un milieu semi-infini homogène, dans lequel on peut exhiber des solutions analytiques ou semi-analytiques.

### Absorption seule ( ω = 0 )

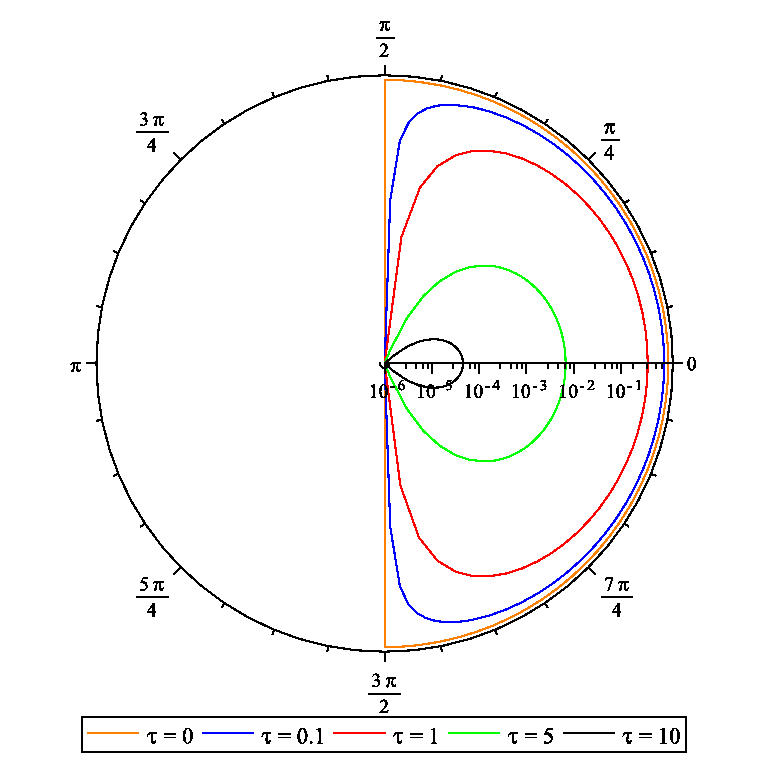
Diagramme d'absorption en milieu homogène avec source isotrope (échelle logarithmique).

Dans ce cas on vérifie qu'une solution générale de l'équation est
{\displaystyle L(\tau ,\mu )=Ce^{-{\frac {\tau }{\mu }}}}
- Si la condition au bord est un faisceau dans la direction μ0

{\displaystyle L(0,\mu )=L_{0}\delta (\mu -\mu _{0})}
( δ est la fonction de Dirac) alors la solution est la loi de Beer-Lambert décrivant l'absorption du rayonnement dans la direction μ0 : il n'y a pas de déviation.
{\displaystyle L(\tau ,\mu _{0})=L_{0}e^{-{\frac {\tau }{\mu _{0}}}}\,,\qquad L(\tau ,\mu \neq \mu _{0})=0}
- Si la condition au bord est isotrope

{\displaystyle L(0,\mu )=L_{0}}
alors la solution est
{\displaystyle L(\tau ,\mu )=L_{0}e^{-{\frac {\tau }{\mu }}}}
Le rayonnement décroit et le faisceau transmis est de plus en plus fin lorsqu'on s'éloigne de la surface (voir courbe). Ceci est lié à la différence des chemins suivis selon la direction de propagation.

### Diffusion seule ( ω = 1 )

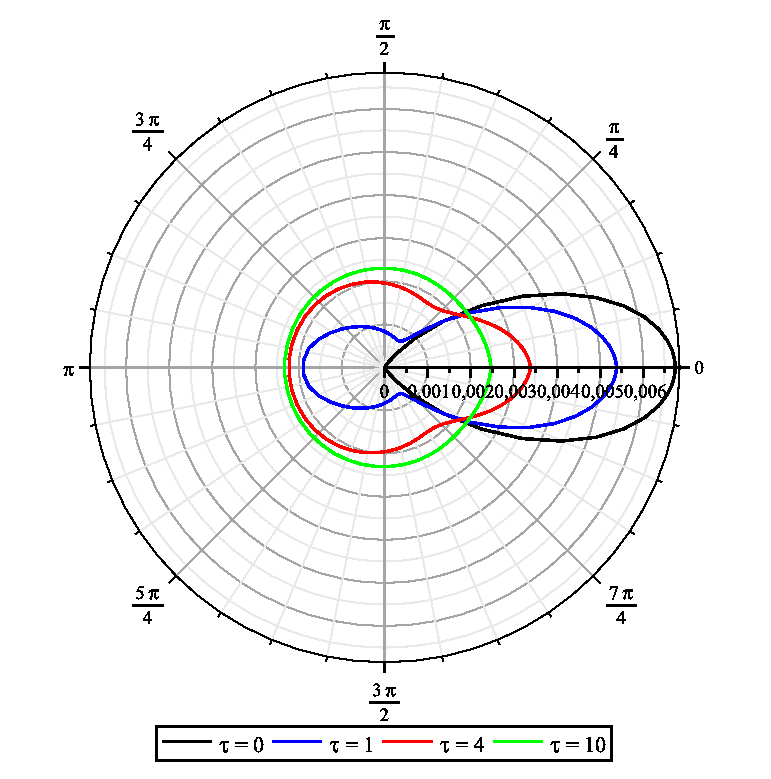
Luminance pour un milieu homogène à diffusion seule. τ = 0 donne la condition au bord. En τ = 1 on voit débuter la rétrodiffusion. En τ = 10 on a pratiquement atteint la solution asymptotique quasi-isotrope. Calcul S_{60}.

On remarque qu'une constante est solution de l'équation. Elle représente une luminance indépendante de l'abscisse et isotrope. Si la condition au bord est elle-même isotrope, cette solution est solution du problème : dans un milieu isotrope une source isotrope transmet sans modification d'intensité un rayonnement isotrope. Ce résultat, mathématiquement trivial, met en exergue le fait que la diffusion est un phénomène conservatif.
Le cas général est plus complexe : il apparaît une « couche limite », la solution générale restant vraie aux grandes profondeurs optiques.
On peut donner pour ce problème une propriété de conservation du flux d'énergie ou exitance défini par
{\displaystyle F(\tau )=2\pi \int _{-1}^{1}L(\tau ,\mu )\mu {\text{d}}\mu }
On remarque que pour une distribution isotrope le flux est nul, l'énergie étant également propagée dans toutes les directions.
En multipliant l'équation de Boltzmann par 2 π et en intégrant sur μ on voit que le flux est constant
{\displaystyle {\frac {{\text{d}}F}{{\text{d}}\tau }}=0}
Il existe des solutions analytiques du problème, par exemple celle de Kenneth Case (1960) basée sur l'étude des valeurs propres singulières de l'opérateur de transport associé à l'équation de Boltzmann. Ce type de méthode est mathématiquement ardu.
À côté de cela des méthodes courantes de résolution numérique offrent dans le cas traité l'obtention de solutions semi-analytiques, sous forme de séries. On peut ainsi utiliser la méthode SN (segmented-N) de Gian-Carlo Wick (1943) et Subrahmanyan Chandrasekhar (1944), également nommée « méthode aux ordonnées discrètes », basée sur une quadrature. On décompose la solution sur une série de 2N directions μi prises par paires
{\displaystyle \mu _{-j}=-\mu _{j}\,,\quad j=\pm 1,\pm N}
On obtient un système de 2N équations
{\displaystyle \mu _{i}{\frac {{\text{d}}L_{i}(\tau ,\mu _{i})}{{\text{d}}\tau }}=-L_{i}(\tau ,\mu _{i})+{\frac {1}{2}}\sum _{j}w_{j}L_{j}(\tau ,\mu _{j})\,,\qquad i,j=\pm 1,\pm N}
où les wj sont les poids de Gauss tels que Σ wj = 1 et Σ wj μj = 0
La solution est constituée par une série de termes décroissants et d'un terme constant (isotrope).
{\displaystyle L_{i}(\tau ,\mu _{i})=\underbrace {\sum _{j=1}^{N-1}{\frac {\alpha _{j}e^{-k_{j}\tau }}{1+k_{j}\mu _{i}}}} _{couche~limite}+\underbrace {\gamma } _{terme~asymptotique}}
Cette solution est par construction non-continue, formée de directions discrètes de propagation. Ceci n'empêchera pas le physicien d'interpoler entre chaque direction pour obtenir une fonction de phase continue (voir courbe).

### Diffusion et absorption

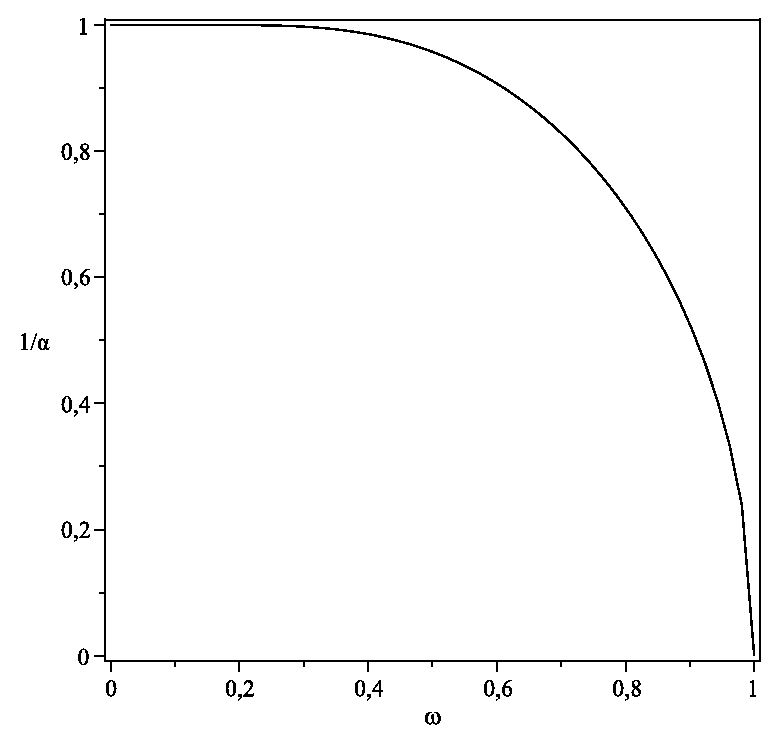
Coefficient pour l'extinction en fonction de l'albédo.

Si la résolution du problème général est extrêmement difficile, on peut trouver une solution asymptotique décrivant la propagation sur des distances importantes
{\displaystyle L={\frac {\omega }{4\pi }}{\frac {\alpha }{\alpha -\mu }}e^{-{\frac {\tau }{\alpha }}}}
où α est solution de l'équation transcendante
{\displaystyle \omega \tanh ^{-1}\left({\frac {1}{\alpha }}\right)={\frac {1}{\alpha }}}
α-1 (voir courbe) est comprise entre 0 et 1, en particulier
- pour ω = 0 on retrouve la loi de Beer-Lambert,
- pour ω = 1 on retrouve la solution particulière isotrope mentionnée plus haut pour laquelle il n'y a pas de diminution de la luminance avec la profondeur.

Dans le cas général, si on a bien une décroissance exponentielle du rayonnement, le facteur de décroissance α-1 τ est une fonction compliquée de l'albédo.
Répétons qu'il s'agit de la solution pour les grandes valeurs de la profondeur optique, la solution générale comportant une « couche limite » assez épaisse. Pour ω = 0.5 par exemple le terme correspondant représente encore 10 % du terme asymptotique pour τ = 10.

## Quelques exemples
Si les exemples illustrant l'absorption sont nombreux, ceux montrant les effets des phénomènes de diffusion le sont moins, à l'exception des phénomènes liés à la dispersion du phénomène avec la longueur d'onde (bleu du ciel, rougeoiement du soleil bas sur le ciel, photométéores). On se focalisera sur ceux liés au transfert monoénergétique.
- Dans certaines conditions météorologiques on a une couche de brume peu épaisse et un ciel dégagé. Dans ces conditions une personne a une vision de son environnement peu nette malgré une forte luminosité : cette sensation que la lumière « vient de partout » correspond à la réalité physique.
- Les nuages de gaz ou de poussières interstellaires sont des barrières à la propagation du rayonnement des objets situés derrière eux. L'explication de ce phénomène n'est pas seulement l'absorption mais aussi la diffusion qui fait que la lumière qui sort du nuage est un gloubi-boulga de tous les rayonnements qui y sont entrés et pas seulement de ce qui est situé dans l'axe de visée de l'observateur.
- le transport neutronique constitue l'ingrédient de base du fonctionnement d'un réacteur nucléaire. Les études associées sont à la base des méthodes analytiques comme la méthode de Kenneth Case[2] ou numériques comme la méthode de Monte-Carlo[6] de Herman Kahn et Ted Harris (1948).